# Franziska Hoppen
Franziska Hoppen (* 1990 in Hagen) ist eine deutsche Journalistin, Podcasterin, Hörfunk- und Fernsehmoderatorin.

## Leben
Hoppen studierte Politikwissenschaft und Internationale Beziehungen an der University of Kent, wo sie auch promovierte. Während ihre Studiums absolvierte sie Forschungsaufenthalte in Washington, D.C. und Stanford. An der Evangelischen Journalistenschule in Berlin absolvierte sie von 2017 bis 2018 ein Volontariat mit Praxisstationen bei der Berliner Morgenpost, beim Inforadio des Rundfunks Berlin-Brandenburg (rbb) und der Tagesschau-Zulieferredaktion des Westdeutschen Rundfunk. Im Anschluss an dieses Volontariat war sie für den Norddeutschen Rundfunk tätig, ehe sie 2019 als Redakteurin zum rbb zurückkehrte. Dort war sie für das Regionalstudio in Frankfurt (Oder) tätig und begleitete mit dem rbb24-Podcast Giga Grünheide den Bau der Tesla Gigafactory Berlin-Brandenburg. Als Nachrichtensprecherin präsentierte Hoppen die Nachmittagsausgaben von rbb24 sowie die Nachrichten in rbb24 Brandenburg aktuell und rbb24 Abendschau. Im Mai 2024 wurde sie ARD-Korrespondentin in London.